# Grupa Żywiec
Grupa Żywiec Sp. z o.o. – spółka zajmująca się produkcją piwa. W jej skład wchodzą cztery browary: w Elblągu, Namysłowie, Warce i Żywcu. Wcześniej w skład grupy wchodziły także browary w Bielsku-Białej, Braniewie, Bydgoszczy, Gdańsku, Łańcucie i Warszawie. Należy do Grupy Heineken.

## Historia
Grupa Żywiec S.A. powstała w grudniu 1998 roku jako efekt połączenia Zakładów Piwowarskich w Żywcu S.A. (główny akcjonariusz: Heineken International BV) z firmą Brewpole BV (browary w Elblągu, Leżajsku, Warce, Gdańsku i Radomiu). Powstała wówczas Grupa Kapitałowa Żywiec SA, zwana Grupą Żywiec. W 2004 r. Grupa Żywiec przejęła od grupy piwowarskiej Brau Union Polska dwa browary: Kujawiak z Bydgoszczy zlikwidowany dwa lata później oraz Browary Warszawskie Królewskie, w których produkcja piwa została już przez Brau Union wstrzymana. Dla Grupy Żywiec piwo produkuje również Browar Zamkowy w Cieszynie, który do 2008r. był osobną spółką akcyjną. Ostatecznie został wchłonięty przez Żywiec S.A..
W latach 1991–2023 notowana na Giełdzie Papierów Wartościowych w Warszawie.

## Marki
- Żywiec
- Żywiec Białe
- Żywiec Sesyjne IPA
- Żywiec APA
- Żywiec Amerykańskie Pszeniczne
- Żywiec Porter
- Żywiec Bock
- Żywiec Pszeniczna IPA
- Żywiec Wiedeński Lager
- Warka
- Warka Radler
- Tatra
- Tatra Mocne
- EB
- Specjal
- Królewskie
- Kujawiak
- Leżajsk
- Strong
- Brackie
- Hevelius
- Kaper
- Jasne że Pełne
- Kozackie
- Kozackie Mocne
- Kuflowe Mocne
- Namysłów Białe Pszeniczne
- Namysłów Ciemne Typu Irlandzkiego
- Namysłów Niepasteryzowane
- Namysłów Pils
- Zamkowe
- Zamkowe Export
- Zamkowe Niepasteryzowane
- Złoty Denar
- Złoty Denar Chmielowy
- Złoty Denar Mocny
- Imbir
- Malina
- Plum

Piwa zagraniczne:
- Heineken
- Desperados

## Browary
Do Grupy Żywiec należy pięć czynnych browarów (stan w dn. 29 kwietnia 2021). W przeszłości do grupy należały jeszcze inne browary. Grupa Żywiec posiada w dalszym ciągu prawa do marek piw ze zlikwidowanych browarów.
| Nazwa browaru                                         | Data powstania | Siedziba             | Data włączenia do GŻ | Aktualny status |
| ----------------------------------------------------- | -------------- | -------------------- | -------------------- | --- |
| Browar w Elblągu                                      | 1872           | Elbląg               | 1999                 | czynny |
| Browar Warka                                          | 1975           | Warka                | 1999                 | czynny |
| Browar Leżajsk                                        | 1977           | Stare Miasto/Leżajsk | 1999                 | czynny (w trakcie likwidacji lub sprzedaży) |
| Browar w Żywcu                                        | 1856           | Żywiec               | 1999                 | czynny |
| Arcyksiążęcy Browar Zamkowy Cieszyn                   | 1846           | Cieszyn              | 1999                 | Od kwietnia 2023 roku właścicielami spółki są KDW FIZ i MJG FIZAN (KDW Fundusz Inwestycyjny Zamknięty i MJG Investments Funduszu Inwestycyjnego Zamkniętego Aktywów Niepublicznych)           |
| Browar Namysłów                                       | 1862           | Namysłów             | 2018                 | czynny |
| Browar w Łańcucie                                     | 1834           | Łańcut               | 1999                 | zlikwidowany w 2001 r. |
| Browar w Braniewie                                    | 1854           | Braniewo             | 1999                 | Czynny. Po razu drugi zakupiony przez GŻ w 2019 r. Od 21.12.2020 należy do Van Pur. |
| Browar Hevelius                                       | 1871           | Gdańsk-Wrzeszcz      | 1999                 | zlikwidowany w 2001 r. |
| Browar w Bielsku-Białej                               | 1875           | Bielsko-Biała        | 1999                 | Żywieckie Zakłady Piwowarskie zaprzestały produkcji w 1996 r. Po wcieleniu do GŻ produkcja nie została wznowiona. W 2004 r. GŻ przekazała browar w darowiźnie fundacji Fortalicja Czemierniki |
| Browar Saskich                                        | 1815           | Radom                | 1999                 | zlikwidowany w 2002 r. i przekazany w darowiźnie miastu Radom |
| Browary Warszawskie Królewskie (Haberbusch i Schiele) | 1846           | Warszawa             | 2004                 | zlikwidowany w 2004 r. |
| Kujawiak Browary Bydgoskie                            | 1858           | Bydgoszcz            | 2004                 | zlikwidowany w 2006 r. |